# IC 1254
IC 1254 est une galaxie spirale barrée située dans la constellation du Dragon. Sa vitesse par rapport au fond diffus cosmologique est de 1 184 ± 5 km/s, ce qui correspond à une distance de Hubble de 17,5 ± 1,2 Mpc (∼57,1 millions d'al). IC 1254 a été découvert par l'astronome américain Edward Swift en 1890.
La classe de luminosité d'IC 1254 est II et elle présente une large raie HI. 

## Un triplet de galaxies, le groupe de NGC 6340

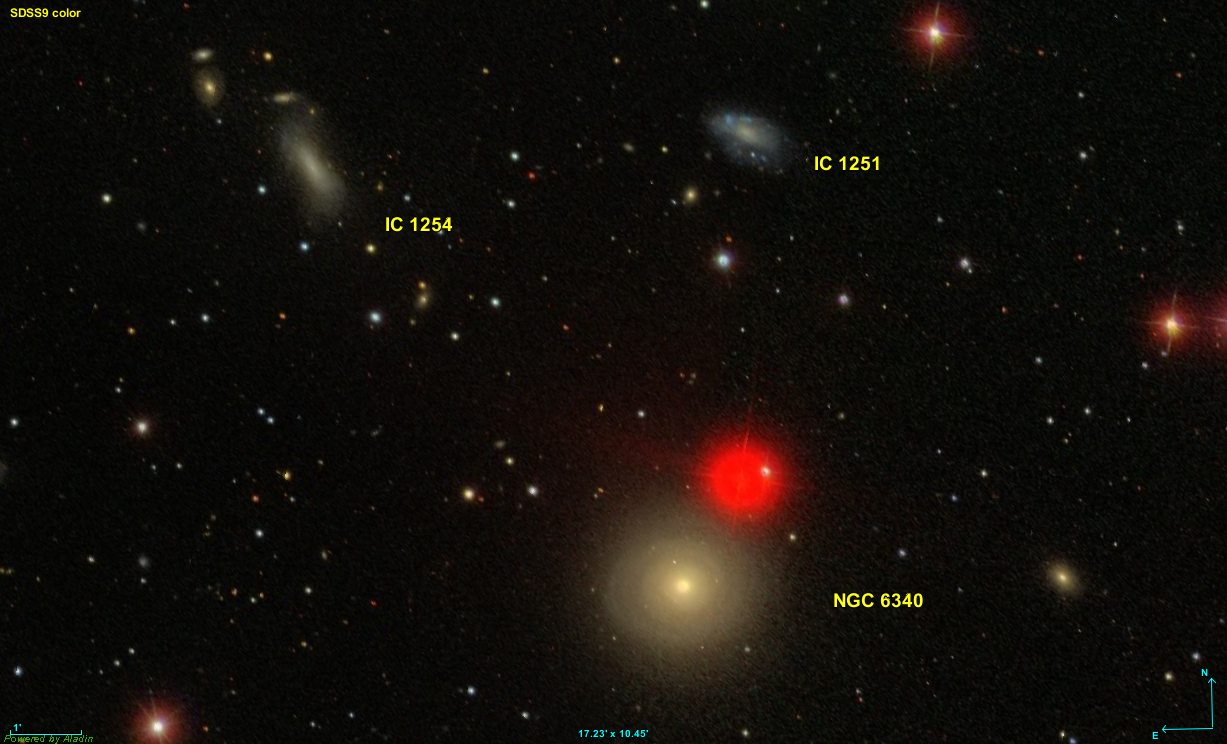
NGC 6340, IC 1251 et IC 1254, un triplet de galaxies.

Les distances de Hubble de NGC 6340, d'IC 1251 et d'IC 1254 sont respectivement de 17,18 Mpc, 17,47 Mpc et de 17,23 Mpc. Ces trois galaxies forment donc un triplet de galaxies.

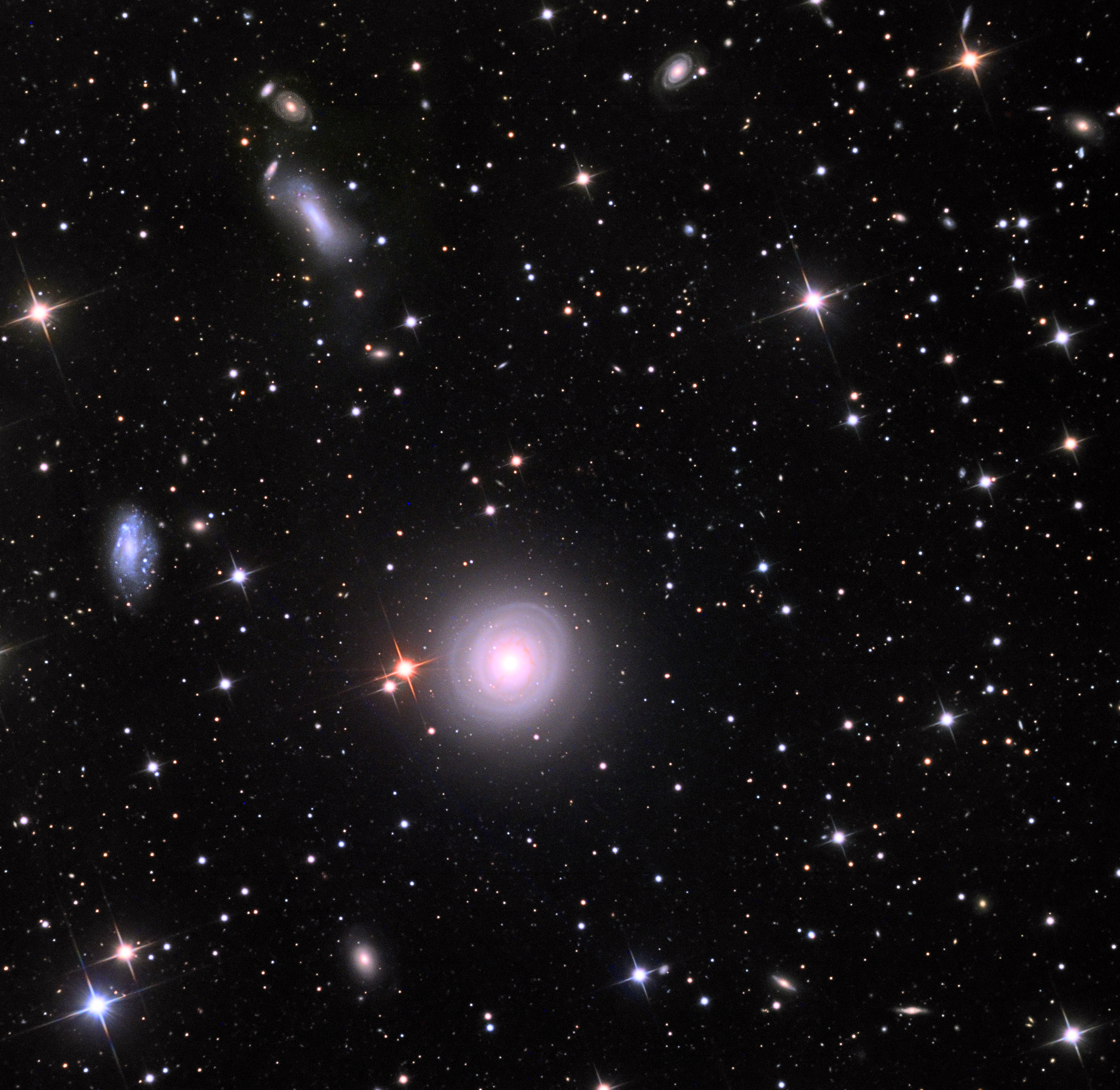
Groupe NGC 6340, avec NGC 6340 (au centre), IC 1251 et IC 1254 (respectivement, à gauche et en haut à gauche)